# Antonio Galbis Domènech
Antonio Galbis Domènech (Alcoi, 11 de novembre de 1932 - L'Alcúdia, 13 de maig de 2017) fou un cuiner valencià, popular per haver guanyat dos voltes el rècord mundial de cuinar una paella valenciana per a més de cent mil comensals.
El 1966 va obrir el seu restaurant, Casa Galbis, a L'Alcúdia. A partir de 1980 es fa famós per cuinar paelles gegants, sent la primera una cuinada el 15 de març a Guadassuar, amb racions per a vora 1.000 persones. El 1992 va cuinar una paella per a 100.000 persones en València, superant el seu propi rècord en 2001, amb una per a 110.000 comensals.
El 4 de març de 2017 va ser nomenat fill adoptiu de L'Alcúdia.